# 주미국 이란 대사관
주미국 이란 대사관(페르시아어: سفارت ایران در ایالات متحده آمریکا, 영어: Iranian Embassy in the United States of America)은 미국 워싱턴 D.C.에 존재했던 이란 대사관이다. 1979년에 이란에서 일어난 이란 혁명, 주이란 미국 대사관 인질 사건의 여파로 인하여 미국과 이란 간의 외교 관계가 단절됨에 따라 폐쇄되었다.

## 역사
현대 건축 양식을 띤 주미국 이란 대사관 사무국은 1959년에 지어졌다. 대사관 인근에는 조지 건축 양식을 띤 주미국 이란 대사 관저가 있다. 이러한 건축물 단지는 워싱턴 D.C.의 앰버시로 지역에 위치하고 있다.
모하마드 레자 팔라비 국왕은 생전에 주미국 이란 대사관에서 열린 많은 행사에 참석했다. 이란의 마지막 미국 주재 대사인 아르데시르 자헤디는 스타들이 즐비한 파티와 만찬으로 호화로운 명성을 쌓았다. 주미국 이란 대사관을 방문했던 유명 인사로는 엘리자베스 테일러, 앤디 워홀, 바버라 월터스, 프랭크 시나트라 등이 있었다. 그러나 1979년에 일어난 이란 혁명, 이란 테헤란에서 일어난 주이란 미국 대사관 인질 사건의 여파로 인하여 미국과 이란 간의 외교 관계가 단절됨에 따라 주미국 이란 대사관도 폐쇄되었다. 2013년에는 미국의 이란계 예술가인 에릭 파니스(Eric Parnes)가 34년 만에 처음으로 주미국 이란 대사관 내부를 촬영했다.
주미국 이란 대사관 단지는 법률상 이란 정부 소유로 남아 있으나 1980년 4월 7일 이후로 이란 정부가 사용하지 않고 있으며 현재 건물과 부지는 미국 국무부에서 관리하고 있다. 여기에는 가필드가 3410번지에 위치한 이란 무관 관저, 업턴가 2954번지에 위치한 이란 문화부 장관 관저도 포함된다. 10개 건물 가운데 6개 건물이 임대 상태에 있다. 이란 정부는 현재 주미국 파키스탄 대사관 산하 외교 공관인 주미국 이란 이익대표부에서 외교 업무를 수행하고 있다.

## 같이 보기
- 주이란 미국 대사관